# Emanuel Kusý
Emanuel Kusý (22. března 1844 Mohelnice – 20. prosince 1905 Vídeň), od roku 1893 s titulem rytíř z Dúbrav, byl moravský lékař-hygienik, organizátor zdravotní péče v Rakousku-Uhersku se zaměřením na prevenci nakažlivých nemocí.

## Život
Jeho otec byl lékařem v Mohelnici a později v Kroměříži, matka pocházela z lékařské rodiny v České Rudě. Vystudoval gymnázium v Olomouci a lékařsko-chirurgickou fakultu josefínské vojenské akademie ve Vídni. V roce 1869 promoval a stal se vojenským lékařem. Roku 1876 odešel z armády do státní služby. Stal se okresním lékařem, pořádal přednášky a publikoval populární spisy. Vynikal přitom svými organizátorskými schopnostmi.
Roku 1879 byl jmenován zdravotním referentem v Brně (Landessanitätsreferent – zřejmě na úrovni krajského hygienika) a místodržitelským radou. V prvním roce svého působení vydal ilustrovanou zprávu o zdravotních problémech země, která se stala vzorem pro další části monarchie. Roku 1884 prosadil zákon o zdravotní službě na Moravě.
Od roku 1886 působil na ministerstvu vnitra ve Vídni, které bylo v té době odpovědné i za zdravotnictví. Zaměřil se na boj proti epidemiím. Zřídil závody na výrobu vakcín proti neštovicím, záškrtu a vzteklině ve Vídni, Jindřichově Hradci a Krakově. Roku 1899 se jeho zásluhou zvýšil status zdravotního oddělení ministerstva a Kusý se stal sekčním šéfem a členem hlavní hygienické rady. V témže roce založil Das Österreichische Sanitätswesen, nejvyšší zdravotní úřad v Rakousku do roku 1918.

## Příbuzenstvo a šlechtický titul
Kusý byl potomkem starého šlechtického rodu, jehož člen – Jiří Kusý z Mukoděl – držel v letech 1491–1500 panství Bohutice. Pozdější majitelé, Štěpán a Vilém Kusý z Mukoděl (Nekoděl), toto panství i šlechtictví ztratili roku 1627 z důvodu konfiskace císařem Ferdinandem II. Rodina se pak přestěhovala do Doubravice. Šlechtický titul, tentokrát „z Dúbrav“ (podle Doubravice) získal Emanuel Kusý znovu až v roce 1893. Titul po něm zdědil i jeho syn Emanuel (1874–1949), který ve 30. letech 20. století pracoval jako přednosta odboru na ministerstvu obchodu v Praze a publikoval odborné stati. Jeho jediný syn a dědic rodu Mohelnické větve, zahynul ve Slovinských alpách 18. září 1922 při zdolávání Triglavu.
Dnes žije v Brně jediný přímý potomek Rokytnické větve tohoto rodu, a to s dědičným titulem a přídomkem Jiří rytíř Kusý z Roketnitz, jejž však nelze a nemůže užívat oficiálně, stále je platný zákon z roku 1918, který užívání šlechtických titulů pod trestem zakazuje. Jiří Kusý se narodil v Brně.a po absolvování SŠ a služby v armádě ČSSR, jako důsledek komunistických represí uplatňovaných vůči jeho rodině, pracoval v ostravských uhelných dolech. Po revolučním roce 1989, se věnuje podnikatelské činnosti. S hrdostí na prastarý rod, titul i rodinný erb, udržuje tento potomek starého slezského šlechtického rodu tradice, hodnoty cti, důstojnosti a správně nastavené životní filozofii. Rodinný majetek, ani žádnou jeho část, však nikdy zpět, zprvu komunistickým režimem a poté ve znění Benešových dekretů, už žádný z rodinných příslušníků nezískal. Jiří je potomek v přímé linii větve Rokytnické, a to – Jiří Wěnceslav Kusý (1926–1980) otec, pronásledován komunistickým režimem, jako člen brněnského Centra teologických vědění, odsouzen v padesátých letech k žaláři coby student Teologické fakulty v Trnavě, Jan Vilém Kusý (1894–1959) děd, Vrchním oficiálem ČSD. Pavel Kusý (1865–1924) praděd, držel velkostatek a panství u Litovle, Harašta Jan Josef rytíř Kusý z Roketnitz (1839–1904) prapraděd, zakladatel panství u Litovle a bratranec výše zmíněného Dr. Emanuela rytíře Kusého z Dúbrav.

## Dílo
- Hygiena čili zdravotnictví: Rozprava k poučení všeobecnému (1876, 1896) Dostupné online Archivováno 8. 6. 2020 na Wayback Machine.
- Sanitäts-Karte der Markgrafschaft Mähren 1880 (1882)
- Zákony a nařízení o zdravotní organisaci na Moravě (1884) Dostupné online